# Oreogrammitis ultramaficola
Oreogrammitis ultramaficola är en stensöteväxtart som beskrevs av Barbara S. Parris. Oreogrammitis ultramaficola ingår i släktet Oreogrammitis och familjen Polypodiaceae. Inga underarter finns listade.